# Бомери Сен Мартен
Бомери Сен Мартен (фр. Beaumerie-Saint-Martin) насеље је и општина у североисточној Француској у региону Север-Па д Кале, у департману Па де Кале која припада префектури Montreuil.
По подацима из 2011. године у општини је живело 384 становника, а густина насељености је износила 40,98 становника/km². Општина се простире на површини од 9,37 km². Налази се на средњој надморској висини од 850 метара (максималној 73 m, а минималној 3 m).

## Демографија
| 1962. | 1968. | 1975. | 1982. | 1990. | 1999. | 2011. |
| ----- | ----- | ----- | ----- | ----- | ----- | ----- |
| 301   | 306   | 263   | 296   | 309   | 318   | 384   |

График промене броја становника у току последњих година